# Transiris
Transiris est le premier logiciel de routage pour le transport des données entre ordinateurs à avoir été installé au sein même du système d'exploitation dans une logique de réseau et de partage des données appelée téléinformatique. Fonctionnalité importante de l'Iris 80 de la Compagnie internationale pour l'informatique , il a ensuite donné naissance à Datanet.

## Histoire
Transiris était le point fort de Siris 8, le système d'exploitation de l'Iris 80, ordinateur-vedette de la Compagnie internationale pour l'informatique , adaptée à sa clientèle d'universités, de centre de recherches et de grandes administrations en cours de modernisation (banques, EDF). Il a été développé pour le compte de son premier client, le commissariat à l'Énergie atomique et la direction des applications militaires à Limeil-Brévanne. Au même moment, des écoles d'été sont créées par l'IRIA avec EDF et le commissariat à l'Énergie atomique, ainsi que le centre d'études pratiques en informatique et en automatique (CEPIA), qui aura dès la première année 5000 heures de cours à son actif.
Conçu et développé par l'équipe de Bernard Jacquiot sous la direction de Claude Boulle, responsable du système d'exploitation  Siris8, l'Iris 80, et sa fonctionnalité Transiris, sont présentés à la presse le 23 septembre 1969, en fonctionnement dans son usine des Clayes-sous-Bois, puis en recette à la Délégation générale à l'informatique le 30 décembre 1969. Son équipe accueille aussi le jeune ingénieur Michel Elie, seul européen à avoir participé aux travaux de ce qui ne s'appelle pas encore Arpanet, à l'Université de Californie.
Permettant de transmettre et router, en réseau ouvert, des volumes de données énormes pour l'époque, Transiris  est conçu dès le départ comme un « sous-système de transmission », installé au cœur de Siris 7 puis Siris 8, le système d’exploitation d'Iris 80, et en symbiose avec lui. Il autorisait l'exploitation tridimensionnelle des données: par lots local ou à distance, et temps partagé.
Relié à l'ordinateur Iris 80 par des lignes téléphoniques, d'autres ordinateurs moins puissants peuvent ainsi profiter de sa puissance. Transiris permet de maximiser la puissance d'un groupe ordinateurs, le terme de grappe de serveurs n'étant pas encore utilisé. Ce choix technologique intéresse deux ans plus tard les chercheurs de l'IRIA, qui développent Cyclades (réseau) à Rocquencourt, à quelques centaines de mètres du centre de recherches de la Compagnie internationale pour l'informatique , à Louveciennes.
Transiris a été le levier de l'architecture de réseaux adoptée par la CII en 1969, 1970 ou 1971, selon les sources, baptisée NNA (New Network Architecture), puis rebaptisée cinq ans plus tard DSA, pour masquer les contraintes imposées par les PTT et maintenir, vaille que vaille, l'idée visionnaire d'une informatique distribuée .
Entre-temps, pour diminuer le coût de développement de la génération suivante de Transiris, utilisable aussi bien sur les ordinateurs de générations très priches, Iris 50, Iris 80, que sur une « nouvelle gamme » de machines facilitant la gestion de certains périphériques, Transiris est repensé pour intégrer un "processeur frontal" commun à tous les ordinateurs. Il s'agit de minimiser les développements à effectuer dans les systèmes centraux, mais aussi de les rendre complètement indépendants des types de réseau supportés. C'est la création du "nouveau Transiris", le "frontal MCR", vendu sous le nom commercial prometteur de Datanet, également développé sur le mini-ordinateur Mitra 15 puis sur Mini 6, reliés à l'Iris 80.

## Vitesse de transmission
La DSA facilite l'utilisation de réseaux à très haute vitesse pour l'époque, en utilisant des lignes de duplex complet à 9 600 bauds puis 19 200, 48 000 ou encore 96 000 bauds.